# Heinrich Butenandt
Heinrich Butenandt (zm. 1710 w Moskwie) – duński przedsiębiorca, wspólnik Petera Marselisa, po jego śmierci w 1673 przejął opiekę nad małoletnim wnukiem wspólnika, Chrystianem, i koncesję na wydobycie rud żelaza na Zaonieżu w rosyjskiej Karelii. Od 1676 wybudował cztery zakłady: najpierw na Ust'riekie i w Fojmagubie, potem na Liżmie i w Kiezdroziero. Wykwalifikowaną kadrę pracowniczą stanowili w nich fachowcy z zakładów w Tule, niewykwalifikowaną zaś chłopi z Kiżskiej włości przypisani do zakładów ukazem cara Piotra I i świadczący de facto pracę niewolniczą. W 1681 Butenandt ustawił pierwszy piec hutniczy na Zaonieżu (w Ust'rieckim zakładzie). Zakłady Butenandta realizowały zamówienia na działa, kule i bomby dla carskiej armii, które pomogły Piotrowi I pokonać Szwecję i uzyskać dostęp do Bałtyku. W 1701 produkcja z zakładów Butenandta stanowiła 22,6% całej produkcji żelaza w Rosji. Butenandt prowadził też interesy z Danią, za co król Chrystian V przyjął go w 1688 w poczet duńskiej szlachty pod mianem Butenandt von Rosenbuch. Kontakty z Danią były przyczyną popadnięcia w niełaskę cara i w rezultacie Butenandt, nie otrzymawszy zapłaty za usługi na rzecz carskiej armii, zmarł w Moskwie w 1710 w ubóstwie.